# Szekernyés János
Szekernyés János (Kajántó, 1941. szeptember 27.) erdélyi magyar helytörténész, műkritikus, irodalom- és művelődéstörténész, újságíró, szerkesztő, felesége Kurkó Irén (1941).

## Életútja
Középiskoláit Kolozsváron, az Ady Endre Középiskolában végezte (1959), majd a Babeş–Bolyai Egyetemen szerzett magyar nyelv- és irodalom szakos tanári oklevelet (1964). Egy évet Nagyiratoson tanított; 1965–68 között a temesvári Szabad Szónak volt a belső munkatársa, 1968–74 között az Előre bánsági területi tudósítója, kulturális rovatának vezetője, 1974–91 között A Hét bánsági szerkesztője, 1991–92-ben az Erdélyi Tudósító temesvári munkatársa. 1992–93-ban a temesvári Csiky Gergely Állami Magyar Színház irodalmi titkára, majd megbízott igazgatója; nyugdíjba vonulásáig (2004) az Agenda temesvári sajtótröszt újságíró munkatársa. 1992-től a Romániai Képzőművészek Szövetsége temesvári szervezetének, 2002-től a Romániai Képzőművészek Szövetsége temesvári fiókjának elnöke.

## Munkássága
Első cikke az Igazságban jelent meg (1960); továbbiak a Korunk, Új Élet, Ifjúmunkás, Művelődés, Falvak Dolgozó Népe, Brassói Lapok, Szabad Szó, Vörös Lobogó, Temesvári Új Szó, Heti Új Szó, Irodalmi Jelen, Európai Utas, Szeged, stb. hasábjain. Rendszeresen foglalkozik a Bánság irodalomtörténeti, helytörténeti, művészeti vonatkozásaival; az Ezredvég című temesvári irodalmi és művészeti lap alapító főszerkesztője (1990–93/1998).
Tucatnyi képzőművészeti katalógust szerkesztett s látott el előszóval.
A Romániai Magyar Irodalmi Lexikonnak kezdettől fogva temesvári munkatársa, bánsági szócikkei többségének szerzője. Módszeresen gyümölcsöztette alapos helytörténeti kutatásait: a temesvári Szabad Szóban már 1967-ben cikksorozatot közölt a régi Temesvárról; a Bartók-dolgozatok című tanulmánykötetben (Bukarest, 1981) Bartók bánsági kapcsolataihoz szolgált újabb adalékokkal, az Utunk Kodályhoz című kötetben (Bukarest, 1984) a zeneszerző bánsági kapcsolatait tárta fel. Helytörténeti kutatásai eredményeit összegezve szerkesztette a temesvári Rádió magyar nyelvű adásában éveken át a „Temesvári séták” címmel sugárzott műsort, a Heti Új Szóban pedig 1994-től kéthetenkénti rendszerességgel közöl írásokat a Bega-parti város múltjáról „Temesvár kövei” összefoglaló rovatcím alatt.
Több évtizedes helytörténeti kutatásainak eredményeit érlelte kötetekké a Temesvár kövei. Krétarajzok a Józsefvárosból (Temesvár, 1998); Bartók Béla és a Bánság (Temesvár, 2006). A temesvári Nyugati Egyetem kiadójánál, Alexandru Ruja egyetemi tanár szerkesztésében megjelent Dicţionar al scriitorilor din Banat című terjedelmes lexikon (Temesvár, 2005) magyar irodalomra vonatkozó szócikkeinek szerzője, koordinátora és szerkesztője.

## Kötetei
- Jecza Péter szobormetaforái (Bukarest, 1981. Kriterion Galéria)
- Temesvár kövei. Krétarajzok a Józsefvárosból (Temesvár, 1998)
- Temesvár reformátussága (Temesvár, 2000)
- A temesvári Millenniumi templom (Temesvár, 2001)
- Székely László (magyar–román–angol nyelvű album, Kolozsvár, 2002)
- Notre-Dame zárda és templom (Temesvár, 2002)
- Jecza Péter (Marosvásárhely, 2003)
- Maderspach (Jancsó Árpáddal, Temesvár, 2004)
- „Az igaz élet a legszebb imádság”. Szabolcskától – Szabolcskáról (Temesvár,  2005)
- A temesvári Szent György Székesegyház. Szent Gellért öröksége (Temesvár, 2005)
- A temesvár-erzsébetvárosi Jézus Szíve-templom (Temesvár, 2006)
- Bartók Béla és a Bánság (Tenesvár, 2006)
- Gallas Nándor (Marosvásárhely, 2007)
- A temesvár–józsefvárosi Mária születése plébániatemplom (Temesvár, 2008)
- A magyarság emlékjelei a Bánságban; Hang Art, Temesvár, 2013

Gondozásában jelent meg Markovits Rodion Szibériai garnizon című regénye (Kolozsvár, 2007) és Páholyból című publicisztikai gyűjteménye (Bukarest, 1971), Károly Sándor két önéletrajzi regénye (Mosolygó esztendők – Kalandos évek. Bukarest, 1979) és Endre Károly Örök megújhodás című publicisztikai kötete (Bukarest, 1988) a Romániai Magyar Írók sorozatban; utószavával Negoiţă Lăptoiu Magda Ziman című művészmonográfiája (Temesvár,  2006).

## Társasági tagság
- Romániai Képzőművészeti Szövetség
- Temesvári Ormos Zsigmond Irodalmi Társaság
- Erdélyi Múzeum-Egyesület (EME)

## Díjak, elismerések
A Királyhágómelléki református egyházkerület a Pro Ecclesia-díjjal jutalmazta, Temes Megye Önkormányzata Pro Cultura Timisiensis-díjjal tüntette ki, ezenkívül megkapta a temesvári római katolikus püspökség Szent Gellért-emlékérmét.